# Deutsches Trainer-Championat
Das Deutsche Trainer-Championat der Trainer im deutschen Galoppsport gewinnt der Trainer, dessen Pferde innerhalb einer Saison die meisten Siege bei Flachrennen auf deutschen Galopprennbahnen erritten haben. 

## Liste der Sieger (die letzten Jahre)
- 2024 Peter Schiergen[1]
- 2023 Peter Schiergen[2]
- 2022 Peter Schiergen
- 2021 Peter Schiergen
- 2020 Henk Grewe
- 2019 Henk Grewe[3]
- 2018 Markus Klug[4]
- 2017 Markus Klug
- 2016 Markus Klug[5]
- 2015 Andreas Wöhler und Peter Schiergen
- 2014 Markus Klug
- 2013 Peter Schiergen
- 2012 Roland Dzubasz[6]
- 2011 Andreas Wöhler
- 2010 Christian von der Recke
- 2009 Christian von der Recke
- 2008 Christian von der Recke
- 2007 Christian von der Recke
- 2006 Peter Schiergen
- 2005 Peter Schiergen
- 2004 Mario Hofer
- 2003 Andreas Schütz

## Weitere Auszeichnungen
- Trainer-Championat (Hindernisrennen)

## International
Diese Auszeichnung wird landesspezifisch auch in den übrigen Ländern vergeben, in denen Pferderennen stattfinden.